# Ephedrus niger
Ephedrus niger är en stekelart som beskrevs av Gautier, Bonnamour och Gaumont 1929. Ephedrus niger ingår i släktet Ephedrus och familjen bracksteklar. Arten är reproducerande i Sverige. Inga underarter finns listade i Catalogue of Life.